# Dirección General de Planificación de la Investigación
La Dirección General de Planificación de la Investigación (DGPI) de España fue un órgano del Gobierno de España, adscrito al Ministerio de Ciencia e Innovación, a través de la Secretaría General de Investigación, que entre enero de 2020 y diciembre de 2023 se encargó de planificar, impulsar y coordinar todas las actividades destinadas a fomentar la investigación y la cultura científica.

## Historia
La Dirección General de Planificación de la Investigación se creó por Real Decreto 139/2020, de 28 de enero, integrada en la Secretaría General de Investigación del Ministerio de Ciencia e Innovación. Se constituyó a partir de funciones que poseía antes la Secretaría General, de donde adquirió la Subdirección General de Internacionalización de la Ciencia y la Innovación, y de la extinta Dirección General de Investigación, Desarrollo e Innovación, asumiendo de está la Subdirección General de Planificación, Seguimiento y Evaluación y sus competencias.
Concluida la XIV legislatura, en diciembre de 2023 se reorganizó el Departamento de Ciencia, restableciéndose la Secretaría de Estado de Universidades e Investigación (ahora llamada «de Ciencia, Innovación y Universidades») y suprimiéndose este órgano directivo, cuyas competencias se repartieron entre la Secretaría de Estado (representación internacional en materia científica y en programas cofinanciados por la Unión Europea), la Secretaría General de Investigación (todo lo relativo a grandes instalaciones científico-técnicas) y la nueva Dirección General de Planificación, Coordinación y Transferencia de Conocimiento (elaboración de estrategias científicas, difusión, estadística y promoción de la cultura científica, entre otras).

## Estructura
Dependían de la Dirección General los siguientes órganos directivos:
- La Subdirección General de Internacionalización de la Ciencia y la Innovación.
- La Subdirección General de Grandes Instalaciones Científico-Técnicas.
- La Subdirección General de Planificación, Seguimiento y Evaluación.

## Directores generales
- Carmen Castresana Fernández (12 de febrero de 2020-1 de septiembre de 2021)[5]
- Gonzalo Arévalo Nieto (1 de septiembre de 2021-20 de diciembre de 2023)[6]